# Boulevard Théophile-Sueur
Le boulevard Théophile-Sueur est un des axes importants de Montreuil (Seine-Saint-Denis).

## Situation et accès
Le boulevard suit le tracé de la route départementale 41 et croise notamment la rue Pierre-de-Montreuil et la route départementale 37.

## Origine du nom

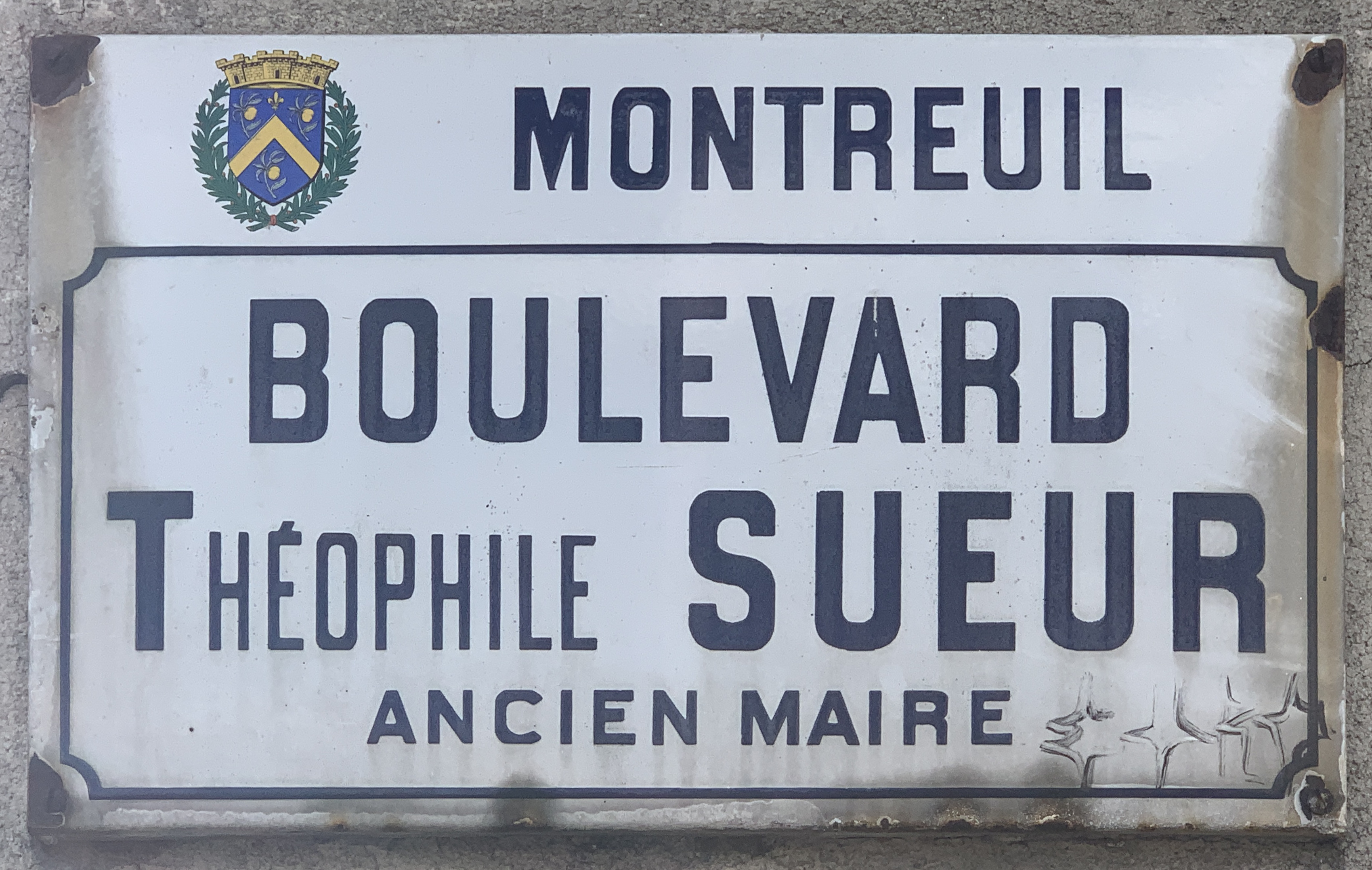
Le boulevard Théophile-Sueur.

Le boulevard est nommé ainsi en hommage à Théophile Sueur, maire de Montreuil de 1866 à 1876. Ayant racheté ce domaine, il fait construire en 1872 le château du Parc Montreau et installe son usine de cuir et peaux vers le quartier des Ruffins.

## Historique

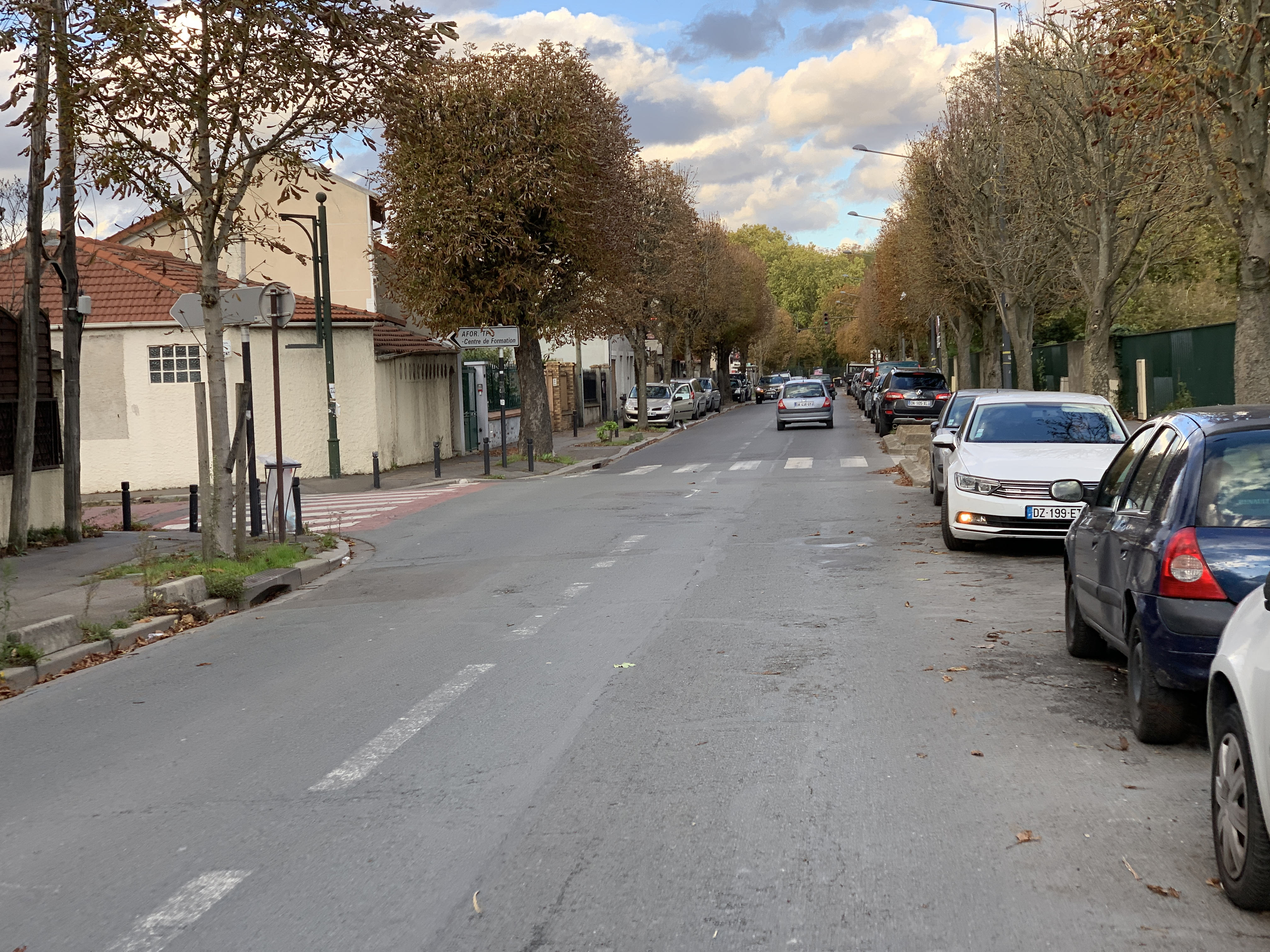
Le boulevard en octobre 2020.

Le 8 mars 1918, durant la Première Guerre mondiale, le boulevard Théophile-Sueur est touché lors d'un raid effectué par des avions allemands.

## Bâtiments remarquables et lieux de mémoire
- Parc Montreau[4]
- Musée de l'Histoire vivante
- Marché des Ruffins
- Fort de Rosny